# Kotrlé
Kotrlé este o arie protejată (arie specială de conservare — SAC, sit de importanță comunitară — SCI) din Republica Cehă întinsă pe o suprafață de 0,45 ha, integral pe uscat.

## Localizare
Centrul sitului Kotrlé este situat la coordonatele 49°22′40″N 18°01′25″E / 49.377778°N 18.023611°E.

## Înființare
Situl Kotrlé a fost declarat sit de importanță comunitară în aprilie 2005 pentru a proteja 1 specie de animale. Situl a fost protejat și ca arie specială de conservare în decembrie 2016.

## Biodiversitate
Situată în ecoregiunea continentală, aria protejată nu include niciun habitat protejat.
La baza desemnării sitului se află o specie protejată de  nevertebrate: Vertigo angustior.